# R-5 (Montenegro)
De R-5 of Regionalni Put 5 is een regionale weg in Montenegro. De weg loopt van Nikšić via Kruševica, Šavnik, Tušina, Virak en Žabljak naar Đurđevića Tara en is 111 kilometer lang.